# ديفيد ويستهيد
ديفيد يستهيد (بالإنجليزية: David Westhead) (من مواليد 1963 في الولايات المتحدة) وهو ممثل إنجليزي قد درس الدراما في جامعة بريستول قبل أن يتوجه إلى RADA، وقد تخرج في عام 1987. قام بالتمثيل في العديد من الأفلام والمسلسلات الأمريكية والبريطانية كذلك مثل مسلسل أجاثا كريستي بوارو

## روابط خارجية
- ديفيد ويستهيد على موقع IMDb (الإنجليزية)
- ديفيد ويستهيد على موقع ألو سيني (الفرنسية)
- ديفيد ويستهيد على موقع أول موفي (الإنجليزية)
- ديفيد ويستهيد على موقع قاعدة بيانات الأفلام السويدية (السويدية)
- ديفيد ويستهيد على موقع قاعدة بيانات الفيلم (الإنجليزية)
- ديفيد ويستهيد على موقع كينوبويسك (الروسية)